# Gunnar Eklund (militär)
Carl Gunnar Eklund , född 21 mars 1920 i Katarina församling i Stockholms stad, död 11 januari 2010 i Danderyds församling i Stockholms län, var en svensk militär.

## Biografi
Eklund avlade studentexamen i Stockholm 1938. Han avlade sjöofficersexamen vid Sjökrigsskolan 1941 och utnämndes samma år till fänrik vid Gotlands kustartillerikår, varefter han befordrades till löjtnant 1943. Han genomgick Stabs- och artillerikursen vid Sjökrigshögskolan (KSHS) 1947–1949 och befordrades till kapten 1948. Han tjänstgjorde vid Försvarsstaben 1949–1954 och var lärare vid KSHS 1954–1958. Han studerade vid Infanteriets stridsskola 1957 och befordrades samma år till major. Åren 1958–1961 var han chef för Forskningsavdelningen vid Försvarsstaben och han befordrades 1960 till överstelöjtnant. Han var 1961–1962 stabschef i Kustartilleriinspektionen vid Marinstaben.
År 1962 befordrades Eklund till överste, varpå han var chef för Gotlands kustartilleriförsvar 1962–1964. Han var chef för Marinkommando Nord, Norrlands kustartilleriförsvar och Härnösands kustartilleriregemente 1964–1966. År 1966 befordrades han till överste av första graden, varpå han var stabschef vid staben i Nedre Norrlands militärområde 1966–1970. Han befordrades 1970 till generalmajor och var chef för Marinstaben 1970–1972, varpå han 1972 befordrades till generallöjtnant och var chef för Försvarsstaben 1972–1976. Det var under hans chefstid som IB-affären inträffade. Eklund var 1976–1982 militärbefälhavare för Östra militärområdet tillika överkommendant i Stockholm, varpå han 1982 inträdde i reserven.
I en nekrolog karakteriseras Eklunds ledarskap såhär: ”Gunnar Eklund var en officer med för tiden närmast revolutionerande syn på ledarskap, där omsorgen om alla från de yngsta till de äldsta var en ledstjärna och där vänlighet och uppmuntran parad med tydliga krav skulle driva de underställda framåt.”
Eklund invaldes 1962 som ledamot av Kungliga Örlogsmannasällskapet och utsågs senare till hedersledamot. Han invaldes 1966 som ledamot av Kungliga Krigsvetenskapsakademien och var 1982–1985 akademiens styresman.
Eklund var redaktör för Tidskrift för kustartilleriet 1954–1960 och medarbetare till Öst och väst och vi (1957). Han var aktiv i försvarsdebatten och författade ett hundratal artiklar till dags- och fackpress. Åren 1963–1965 var han ledamot av svenska delegationen till nedrustningskonferensen i Genève. Han var också militär expert i 1972 års försvarsutredning. Han var under prins Bertil fungerande ordförande i Sveriges Militära Idrottsförbund 1972–1984. Åren 1983–1988 var han kommunalpolitiker i Danderyds kommun.
Gunnar Eklund var son till löjtnant Carl Eklund och Sally Karlsson. Han gifte sig 1942 med Marianne von Malmborg (1920–2004). Makarna Eklund är begravda på Solna kyrkogård.

## Utmärkelser
- Riddare av Svärdsorden, 1959.[12]
- Kommendör av Svärdsorden, 6 juni 1966.[13]
- Kommendör av första klass av Svärdsorden, 6 juni 1969.[14]
- Storkorset av Finlands Lejons orden.[5]